# ステヴォ・ジゴン
ステヴォ・ジゴン（Stevo Žigon / Стево Жигон、1926年12月8日 - 2005年12月28日）はセルビアの俳優、演出家、小説家である。

## 略歴
1926年にセルビア人・クロアチア人・スロベニア人王国（当時）のリュブリャナに生まれる。彼が14歳であった1941年には、ユーゴスラビア青年共産主義者同盟（Young Communist League of Yugoslavia）の一員として、数多くの妨害工作運動に参加した。翌年、ダッハウ強制収容所に投獄され、そこでドイツ語を習得した。なお、彼の囚人番号は61185であった。
彼は演技をリュブリャナとレニングラード（現在のサンクトペテルブルク）で学んだ。1952年にはベオグラード芸術大学を卒業し、同大学がはじめて採用した演劇学科のアシスタントのひとりになった。ドイツ語とドイツ人の振る舞いに関する豊富な知識を買われ、ジゴンはしばしば皮肉屋で冷酷なドイツ人の警官を演じた。なかでも、『オトピサニ』（Otpisani）と『ポヴラタク・オトピサニフ』（Povratak otpisanih）という1970年代の人気テレビシリーズで演じた「クリューガー」というベオグラードのゲシュタポの隊長は当たり役であった。彼の妻と娘も女優であった。
1968年、ベオグラードで学生運動が起きた最中、ジゴンは『ダントンの死』を上演し、学生のために自らマクシミリアン・ロベスピエールを演じた。ジゴンがロベスピエールに扮して発したメッセージは、運動のため集まった学生の喝采を浴びた。
2005年末、ベオグラードで死去。